# Mireille Balin
Pour les articles homonymes, voir Balin.
Mireille Balin est une actrice de cinéma française, née le 20 juillet 1909 à Monte-Carlo (Monaco) et morte le 9 novembre 1968 à Clichy.
Une des comédiennes les plus en vue du cinéma français dans les années 1930, elle incarne les aventurières ou les femmes fatales, notamment aux côtés de l'acteur Jean Gabin dans Pépé le Moko et Gueule d'amour et du chanteur Tino Rossi dans Naples au baiser de feu.
Dans la vie, elle a des liaisons avec le boxeur Victor Young Perez, l'homme politique Raymond Patenôtre, ses compagnons à l'écran Jean Gabin et Tino Rossi puis, sous l'Occupation, avec le patron de presse collaborationniste Jean Luchaire[réf. souhaitée] et l'officier allemand attaché à l'ambassade de son pays à Paris, Aloïs (dit « Birl ») Deissböck. Elle est violée en septembre 1944 à Monaco par un groupe de résistants qui seront jugés et condamnés quatre ans plus tard. Elle est ensuite brièvement arrêtée par les autorités françaises qui tentent sans succès de l'inculper. Sa carrière est néanmoins brisée, devenue dépressive et alcoolique, poursuivie par le fisc, Mireille Balin meurt dans l'anonymat et la misère à 59 ans.

## Biographie

### Origines et études
Mireille Balin naît le 20 juillet 1909 dans la clinique de Monte-Carlo à Monaco, sous le nom d'état civil de Blanche Mireille Césarine Balin, d'un père sergent, Charles Balin, un temps typographe à la Tribune de Genève (métier qu'il reprendra après son divorce), et d'une mère florentine, Annita Locatelli, blanchisseuse.
Ses parents habitent dans un quartier ouest de Monaco. La famille déménage rapidement à Genève, avant de revenir s'installer dans un quartier populaire du Cap-d'Ail fin août 1914, Charles Balin étant mobilisé.
Tenant à ce que leur fille reçoive une bonne éducation, ses parents l'inscrivent en 1917 à l’école paroissiale de Saint-Honoré-d'Eylau, à Paris, ville où ils viennent eux-mêmes s'installer en 1918. Jusqu'à ses 12 ans, c'est une élève modèle, mais à partir de ses 16 ans, on la voit « sautant et courant comme un garçon ». Elle y manifeste des dispositions pour les langues étrangères : italien, anglais et allemand. Elle suit aussi des cours de piano et d'équitation.
À sa sortie de pension en 1928, ses parents ayant divorcé, Mireille va vivre avec sa mère rue de la Tombe-Issoire dans le 14e arrondissement de Paris et doit rapidement travailler.

### Mannequinat
La jeune femme travaille un temps comme vendeuse, puis est recrutée en 1929 comme secrétaire par le couturier Jean Patou, mais on l'oriente vers l'activité plus rémunératrice de mannequin de cabine (la présentation des vêtements aux clientes) : « Grande, le teint clair contrastant avec sa chevelure et ses yeux en amande, elle avait véritablement un port de reine ». Elle gardera de ce métier « un goût pour les toilettes somptueuses et les parures étincelantes ». Désormais, sa photo est publiée sur des cartes postales, des affiches de publicité (pour du savon et des machines à écrire), puis dans des revues de mode, ce que découvrent avec stupeur ses parents qui pensaient qu'elle était encore simple secrétaire.
La jeune vedette mène dès lors une vie mondaine : on la voit à La Coupole, au Fouquet's, chez Maxim's aux côtés du jeune boxeur prodige originaire de Tunisie, Victor Young Perez, dit « Mâchoire de Béton », qu'elle a rencontré à la fête donnée en 1931 pour célébrer son titre de champion du monde et avec qui elle entretiendra une relation sentimentale en 1932. En octobre 1933, elle rencontre Raymond Patenôtre, richissime patron de presse, député, sous-secrétaire d'État à l'Économie nationale — et futur ministre —, avec qui elle noue une relation passionnée.

### Débuts cinématographiques
En 1933, Mireille Balin fait ses débuts au cinéma dans la version française du Don Quichotte de Georg Wilhelm Pabst, dont l'attention a été attirée sur elle par le réalisateur Jean de Limur, ami de Raymond Patenôtre : elle y incarne Maria, la nièce du héros campé par la célèbre basse russe Fédor Chaliapine. Bien que pensant cette expérience sans lendemain, elle se rend à Nice pour tenir ce petit rôle, malgré son absence de formation artistique. Mais, le film tourné, elle reçoit de nouvelles propositions : sa carrière cinématographique est lancée, elle fait ses adieux aux maisons de couture.
La même année, Claude Moulins lui propose le rôle de Lilette de Charzay, fille de châtelain, dans Vive la compagnie, film où elle est aux côtés de Noël-Noël, Raymond Cordy et Paulette Dubost et qui obtient un beau succès. Puis elle s'impose dans Le Sexe faible de Robert Siodmak, où elle joue le rôle de Nicole, une vendeuse de prêt-à-porter, aux côtés de Pierre Brasseur, Victor Boucher, Betty Stockfeld et Marguerite Moreno. Elle tient un petit rôle dans Adieu les beaux jours d'André Beucler, auprès des vedettes que sont Brigitte Helm et Jean Gabin.
En 1934, elle emménage au 47, rue Spontini, dans le 16e arrondissement de Paris. Elle joue dans Si j'étais le patron, film de Richard Pottier, sur un scénario de Jacques Prévert, avec Max Dearly et Fernand Gravey. Le film remporte un grand succès.
La même année, dans On a trouvé une femme nue, de Léo Joannon, elle est Denise, demoiselle enterrant sa vie de jeune fille et qui, abandonnée nue dans la rue, se réfugie malencontreusement chez son futur mari, qu'elle ne connaît pas encore. Elle doit se déshabiller devant la caméra et refuse d'être doublée, ce que n'aurait pas supporté Raymond Patenôtre : « Le cinéma ou moi ! », lui aurait-il lancé. Mais si la rupture est consommée en 1936 avec l'homme politique, c'est surtout parce que l'actrice est consciente d'être surtout décorative dans sa vie : « Je ressemblais à une vitrine de bijoutier. C’était atroce. »
Début 1935, elle est la pieuse Marie Ortès, l'héroïne de Marie des Angoisses, mélodrame religieux de Michel Bernheim, avec Pierre Dux et Françoise Rosay. Le film s'inspire de la fin d'un roman de Marcel Prévost de 1932, Marie-des-Angoisses, qui décrit les rapports entre des amis, français et espagnols, sur un demi-siècle. Il semblerait que Mireille Balin a enregistré les chansons du film (Polydor, 1935), d'après l'article de Doringe, qui en est la seule mention.
En 1936, elle est Cora, la veuve d’un riche marchand, dans Le Roman d'un spahi du même cinéaste, d'après le roman de Pierre Loti publié en 1881. Par ce film, elle « accède soudain au rôle de femme fatale », qu'elle « investit d'une assurance stupéfiante. »

### «La femme fatale du cinéma de l'entre-deux-guerres»
En 1936, Julien Duvivier lui confie le rôle de l’aventurière Gaby Gould dans Pépé le Moko ; elle y retrouve Jean Gabin. Le film est une grande réussite et consacre l'actrice comme vedette : « Jusqu'ici on regrettait que cette charmante jeune femme eût un registre dramatique si peu varié. Dans Pépé le Moko, elle est tout à fait remarquable », écrit Marcel Achard.
Jean Grémillon la choisit alors pour tenir le rôle de Madeleine Courtois, femme fatale entretenue, face à Jean Gabin, dans Gueule d'amour, film au scénario de Charles Spaak d'après le roman éponyme d’André Beucler. Jean Gabin y joue le rôle d'un séducteur qui est détruit par sa passion pour une aventurière. Le film, sorti en 1937, est un énorme succès. La liaison de la comédienne avec Jean Gabin, entamée lors du film précédent, prend fin peu de temps après le tournage.
En 1937, Mireille Balin enchaîne avec Naples au baiser de feu d'Augusto Genina, aux côtés du chanteur de charme Tino Rossi, de Michel Simon et de Viviane Romance. Ce mélodrame obtient, lui aussi, un immense succès, amplifié par l'idylle du couple vedette dans la réalité : l'actrice, tout auréolée de son succès dans Pépé le Moko et Gueule d'amour, avait rencontré Tino au Carlton de Monaco pour préparer le tournage de Naples au baiser de feu : il n'y avait pas eu de coup de foudre, mais ils décriront tous deux, dans leurs vieux jours, la relation qui s'installe ensuite entre eux comme l'amour de leur vie.

### Séjour éclair à Hollywood
Fin 1937, Mireille Balin signe un contrat avec la Metro-Goldwyn-Mayer et part pour les États-Unis à bord du paquebot Normandie, en compagnie de Tino Rossi, dont la chanson Vieni, Vieni est restée 28 semaines durant numéro un au Top Tune of the Week, la bourse étatsunienne des chansons. Mais les films qu'on lui propose sont atterrants (une reprise de Pépé le Moko qui fait également fuir Duvivier, la reprise du rôle de Greta Garbo dans La Chair du diable).
Et, alors qu'elle est « à bout de nerfs vis-à-vis [du] système » d'Hollywood qui veut « faire [d'elle] une sorte de mannequin », le médecin du studio recommande finalement « qu'elle retourne chez elle » : elle reprend le bateau pour la France avec Tino Rossi sans avoir tourné un seul film.

### Retour à Paris
De retour à Paris, elle emménage avec lui boulevard Suchet. Après avoir tourné dans La Vénus de l'or, de Charles Méré et Jean Delannoy, elle achète une villa à Cannes, qu'elle baptise Catari, titre d'une chanson de Tino Rossi. Elle tourne ensuite dans Terre de feu, de Marcel L'Herbier, puis dans Capitaine Benoit, de Maurice de Canonge. Elle mène une vie mondaine, dorée, ponctuée par ses scènes de jalousie avec son amant.
En 1938, elle joue dans Menaces, film d'Edmond T. Gréville, aux côtés d'Erich von Stroheim, John Loder et Ginette Leclerc. Elle y campe Denise, une vendeuse de maison de couture venue remettre un cadeau à un réfugié autrichien, logeant dans un hôtel du quartier Latin avec d'autres réfugiés (l'action se situe en septembre 1938, quelques jours avant les accords de Munich).
À sa sortie en 1940, le film est interdit et brûlé par l'occupant allemand à cause de la présence de Stroheim, autrichien d'origine, juif et anti-nazi notoire, mais des techniciens du laboratoire LTC réussissent à en enterrer des copies et le film pourra ressortir à la Libération.
En 1939, elle commence le tournage de Cas de conscience de Walter Kapps ; le tournage est interrompu pour cause de grève, l'actrice n'étant apparemment plus libre, Suzy Prim reprend son rôle.[réf. nécessaire]
Tourné en 1939, Macao, l'enfer du jeu, de Jean Delannoy, d'après un roman de Maurice Dekobra, voit Mireille Balin interpréter une danseuse de cabaret, aux côtés, à nouveau, d'Erich von Stroheim. Le film est également interdit par les Allemands en juin 1940 pour la même raison que Menaces. Il ne sort que deux années plus tard, sous le titre L'Enfer du jeu et amputé des scènes tournées avec Stroheim, ce dernier étant remplacé par Pierre Renoir,.
Début 1940, Mireille Balin est sur les plateaux de Cinecittà pour Les Cadets de l'Alcazar d'Augusto Genina, film médiocre mais résolument pro-franquiste (il est commandité par Mussolini), ce qui comptera dans les graves ennuis qu'elle aura à la Libération.

### Vie à Paris sous l'Occupation
Durant son long séjour parisien sous l'Occupation, Mireille Balin achète, avenue d'Iéna, un nouvel et bel appartement ayant vue sur la Seine.
Elle participe ensuite, en compagnie de Tino Rossi, à des galas de bienfaisance pour les prisonniers de guerre. En 1941, elle fait avec lui la couverture de la revue Vedettes mais sa liaison avec le chanteur prend fin en septembre 1941. Elle officialise cette rupture par une longue confession publiée par la revue Ciné-Mondial : « Il y avait que je n'aimais plus Tino. [...] C'est peut-être que, malgré tous nos efforts, nous formions un peu le couple du veilleur de nuit et de la femme en journée [...]. Depuis déjà longtemps on ne se parlait plus beaucoup [...] Brusquement, c'était devenu un inconnu. ».

#### «La garce au cœur noir»
Sous le régime de Vichy, elle continue à incarner des figures de garces d'une grande noirceur. Dans Fromont jeune et Risler aîné (1941), une adaptation du mélodrame bourgeois éponyme d'Alphonse Daudet paru en 1874, elle tient le rôle de Sidonie Chèbe, une belle aventurière qui sème la dissension dans une riche maison de commerce du quartier parisien du Marais avant d'être tardivement touchée par le repentir.
Dans L'assassin a peur la nuit (1942), de Jean Delannoy, tiré du roman éponyme de Pierre Véry, elle est Lola Gracieuse, une croqueuse de diamants meurtrière.
Elle tourne encore, en 1942, la comédie policière Dernier Atout, de Jacques Becker, avec Raymond Rouleau, où elle est l'énigmatique Bella Score ; Haut-le-Vent, de Jacques de Baroncelli, avec Charles Vanel, où elle est Gisèle Esteban, une veuve autoritaire ; La Femme que j'ai le plus aimée, de Robert Vernay, où elle est Jane, femme en cours de divorce avec Raymond Rouleau ; et, à la fin de l'année, Malaria, de Jean Gourguet (1943), où elle est Madeleine Barral, femme du colon Jacques Dumesnil, échouée dans l'enfer tropical.

#### Liaison avec Aloïs Deissböck
Mireille Balin avait rencontré en 1938, à Kitzbühel, Aloïs Deissböck, dit « Birl », fils d'un industriel bavarois de la chimie. Elle le retrouve à l'ambassade d'Allemagne à Paris : c'est le coup de foudre entre elle et le jeune lieutenant de la Wehrmacht. La comédienne étant en cours de séparation d'avec Tino Rossi, les amants se fiancent à Cannes en novembre 1942.
Pendant l'année 1943, l'actrice cesse de tourner et le couple s'enferme de plus en plus dans sa villa de Cannes.

### Descente aux enfers
Le 3 septembre 1944, Monaco est aux mains de la Résistance, appuyée par la marine alliée. Début septembre, le couple Balin-Deissböck quitte Cannes pour Monaco. Par l'intermédiaire d'Émile Roblot, ministre d’État de la principauté, Birl Deissböck, peut-être réellement choqué par la brutalité du nazisme (il avait adhéré au parti dès 1929), probablement parce qu'il veut vivre en France avec l'actrice, sûrement par opportunisme, entend se mettre au service des Américains, avec lesquels il avait d'ailleurs déjà des contacts. On fait attendre le couple dans l'immeuble Château Périgord, dans l'appartement d'un FFI qu'elle avait aidé auparavant, et, le 13 septembre, au lieu des Américains attendus, c'est un groupe de onze FFI qui arrive au Château Périgord. Ils dépouillent les amants, les passent à tabac et violent collectivement Mireille Balin en présence de son fiancé.
Le couple est arrêté et incarcéré à Nice, où l'actrice raccommodera des vestes militaires. Mireille Balin est transférée à la prison de Fresnes. Au tribunal, on lui reproche sa liaison avec un officier de la Wehrmacht, sa participation en 1940 au film Les Cadets de l'Alcazar.
Birl Deissböck (qui juge opportun de se présenter comme autrichien et de nier toute appartenance au parti nazi) est remis le 2 novembre aux Américains, qui lui confient une première mission à Turin : « travailler le moral » de l’armée de Kesselring qui a capitulé. Mireille Balin est relâchée le 23 décembre : aucune des accusations portées contre elle n'a finalement été retenue.
Birl Deissböck travaille à partir de l'été 1945 au service de Roger Wybot, patron de la nouvelle direction de la Surveillance du territoire (DST). Après sa séparation d'avec l'actrice, peut-être en 1947, il repart en Bavière, où il se mariera et mourra en 1997.
Les violeurs de Mireille Balin sont condamnés en 1948 à dix-huit ans de travaux forcés.

### «La roue tourne»

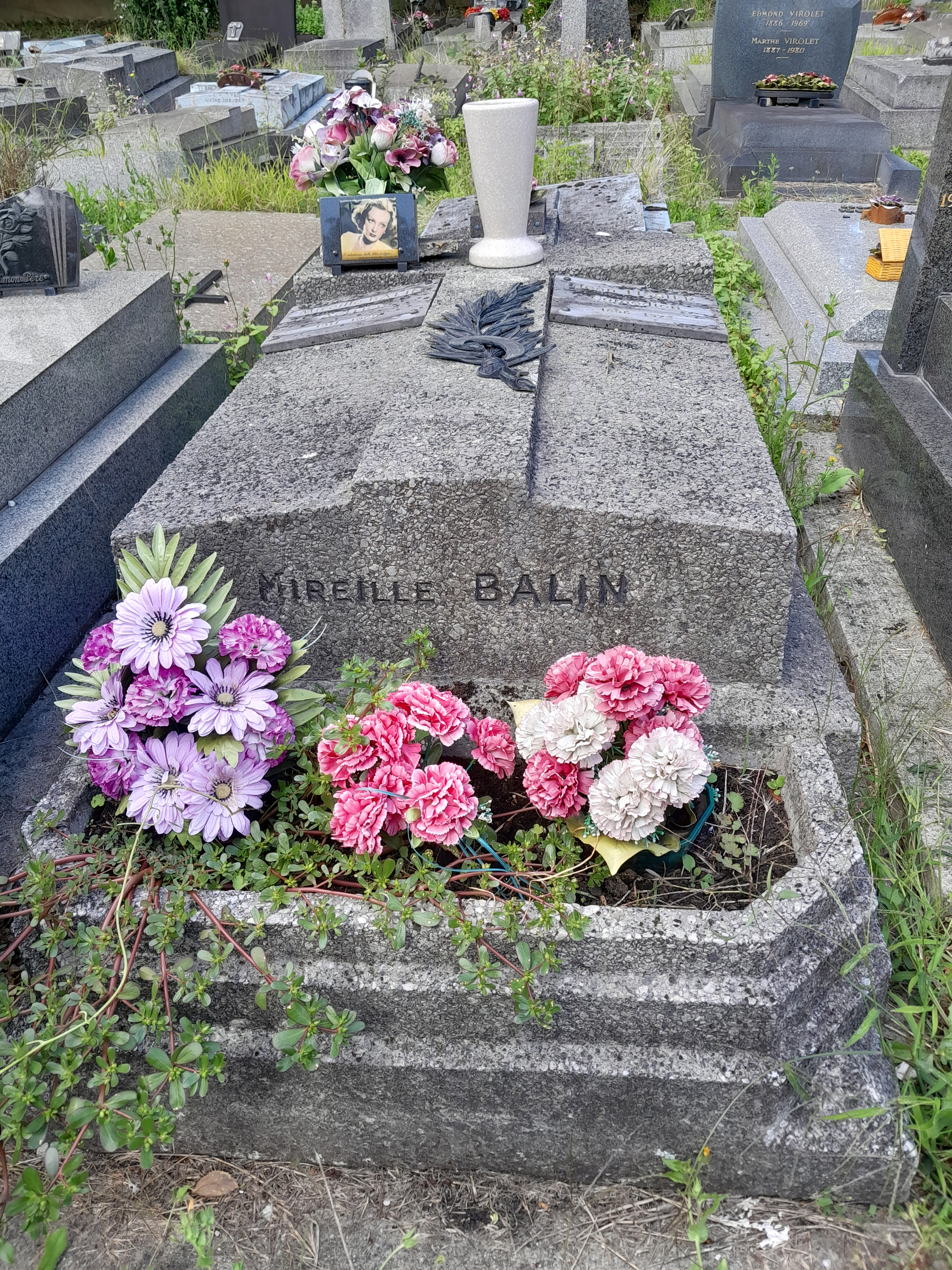
Cimetière de Saint-Ouen, division 31. Tombe de Mireille Balin et Jean Tissier.

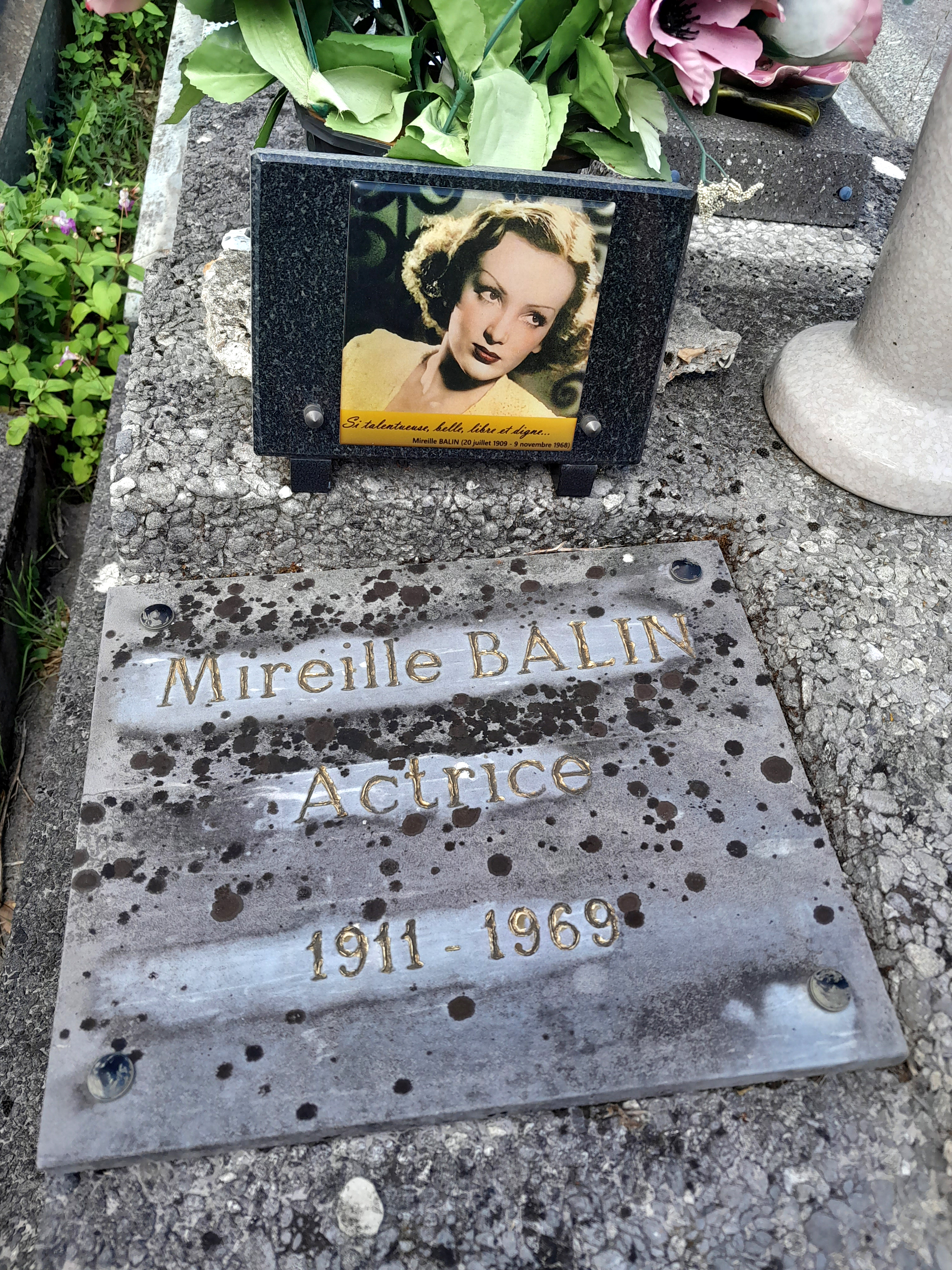
Détail de la tombe (les années de naissance et de mort sont fausses).

La vie, la carrière et la santé de Mireille Balin sont brisées. La plupart de ses anciennes relations l'évitent. Le cinéma néo-réaliste de l'après-guerre n'a que faire de ces « vénéneuses ténébreuses » que l'actrice incarnait. Le public se détourne d'elle également.
Malgré une ultime tentative avec La Dernière Chevauchée de Léon Mathot en 1947, elle tombe dans l’oubli et se retire sur la Côte d'Azur. Elle « va s’abîmer dans une dépression nerveuse et dériver dans ses addictions : jeu, drogue, alcool. » Mais le fisc se rappelle à elle et fait tomber arriérés et pénalités : elle doit vendre sa villa.
Dans un dénuement complet, marquée physiquement par la maladie (méningite, cirrhose), elle revient à Paris en 1957. Prise en charge par l'association chargée d'aider les anciens artistes dans le besoin, La roue tourne, fondée par Paul Azaïs et sa compagne Janalla Jarnach, elle meurt à l'âge de 59 ans le 9 novembre 1968, à 5 h 30 du matin, à l'hôpital Beaujon de Clichy, dans l'anonymat et la pauvreté.
L'association lui évite l'inhumation dans la fosse commune ; elle repose au cimetière parisien de Saint-Ouen, dans la division 31, partageant plus tard son caveau avec Jean Tissier, autre comédien mort dans la misère. Aucune personnalité du cinéma français, à l'exception de Jean Delannoy, n'a assisté à son enterrement.

Au fond de la misère et de l'oubli où elle était tombée, Mireille Balin, dont tous ceux qui l'approchaient notaient qu'elle avait conservé sa classe et ne se plaignait jamais, n'éprouvait aucun regret : 

« Ça ne fait rien. Si je devais recommencer ma vie, je n'en voudrais pas d'autre. »

## Filmographie
- 1933 : Don Quichotte, de Georg Wilhelm Pabst : Maria, nièce de Don Quichotte
- 1933 : Le Sexe faible, de Robert Siodmak : Nicole
- 1933 : Adieu les beaux jours, d'André Beucler et Johannes Meyer : une jeune fille
- 1933 : Vive la compagnie, de Claude Moulins : Lilette
- 1934 : On a trouvé une femme nue, de Léo Joannon : Denise
- 1934 : Si j'étais le patron, de Richard Pottier : Marcelle
- 1935 : Marie des Angoisses, de Michel Bernheim : Marie de Quersac
- 1936 : Jeunes Filles de Paris de Claude Vermorel : Gine
- 1936 : Le Roman d'un spahi, de Michel Bernheim : Cora
- 1936 : Pépé le Moko, de Julien Duvivier : Gaby Gould
- 1937 : Gueule d'amour, de Jean Grémillon : Madeleine Courtois
- 1937 : Naples au baiser de feu, d'Augusto Genina : Assunta
- 1938 : La Vénus de l'or, de Jean Delannoy et Charles Méré : Judith
- 1938 : Le Capitaine Benoît, de Maurice de Canonge : Véra Agatcheff
- 1938 : Terre de feu de Marcel L'Herbier : Georgette
- 1939 : Terra di fuoco de Giorgio Ferroni et Marcel L'Herbier (version italienne du film de 1938) : Georgette
- 1939 : Coups de feu, de René Barberis : la comtesse Vilma Isopolska
- 1939 : Rappel immédiat, de Léon Mathot : Helen Wells
- 1939 : Menaces, d'Edmond T. Gréville : Denise
- 1940 : Macao, l'enfer du jeu, de Jean Delannoy : Mireille
- 1940 : Les Cadets de l'Alcazar d'Augusto Genina : Carmen Herrera
- 1941 : Fromont jeune et Risler aîné, de Léon Mathot : Sidonie Chèbe
- 1942 : L'assassin a peur la nuit, de Jean Delannoy : Lola Gracieuse
- 1942 : Dernier Atout, de Jacques Becker : Bella Score
- 1942 : Haut-le-Vent, de Jacques de Baroncelli : Gisèle Esteban
- 1942 : La Femme que j'ai le plus aimée, de Robert Vernay : Jane
- 1942 : Malaria, de Jean Gourguet : Madeleine Barral
- 1947 : La Dernière Chevauchée, de Léon Mathot : Louise Valérian

#### Ouvrages
- Maurice Berthon, Tino Rossi et Mireille Balin, R. Debresse, 1942, 62 p.
- Daniel Arsand, Mireille Balin ou la beauté foudroyée, Lyon, La Manufacture, 1989, 264 p.  (ISBN 9782737701498)
- Frank Bertrand, Mireille Balin, la star foudroyée, éd. Vaillant, 2014, 194 p.  (ISBN 2916986596)
- Loïc Gautelier, Mireille Balin, préface de Jean-Charles Tacchella, Paris, Les Passagers du rêve, 2019, 380 p. (livre auto-édité)
- Philippe Durant, L'Étoile sombre : l'égérie sacrifiée de la mode et du cinéma, Paris, La Manufacture de livres, 2022, 272 p.

#### Bande dessinée
- Denis Lapière (textes) et Aude Samama (illustration), À l'ombre de la gloire, Futuropolis, 2012 ; s'inspire des vies de Young Perez et de Mireille Balin.
- Philippe Paringaux ( scénario ) et Catel Muller ( dessins ) , Dolor chez Casterman, 2010, dans cette bande dessinée, apparaît Mireille Balin .

#### Articles
- Pierre Philippe, « Mireille Balin, ou vous avez aimé cette femme… », revue Cinéma 61, n° 59, septembre 1961.
- Yves Laberge, « Mireille Balin était-elle une femme fatale », Séquences : la revue du cinéma, n° 324, octobre 2020, p. 49.